# Carl Bildt

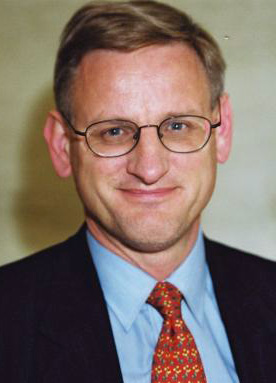
Carl Bildt (2001)

Nils Daniel Carl Bildt (ur. 15 lipca 1949 w Halmstad) – szwedzki polityk, premier Szwecji w latach 1991–1994, były przewodniczący centroprawicowej Umiarkowanej Partii Koalicyjnej, od 2006 do 2014 minister spraw zagranicznych.

## Życiorys

### Życie prywatne i wykształcenie
Urodził się w Halmstad w regionie Halland. Pochodzi z rodziny arystokratycznej wywodzącej się z Danii i Norwegii, która osiadła na tym terenie we wczesnym średniowieczu. Jego prapradziadek Gillis Bildt sprawował urząd premiera Szwecji pod koniec lat 80. XIX wieku.
Carl Bildt rozpoczął (ostatecznie nieukończone) studia na Uniwersytecie w Sztokholmie. Był trzykrotnie żonaty. Drugą żoną polityka była Mia Bohman, córka byłego lidera Umiarkowanej Partii Koalicyjnej Gösty Bohmana. Jego trzecią żoną (od 1998) jest Anna Maria Corazza Bildt, z pochodzenia Włoszka, którą poznał w trakcie wykonywania misji na Bałkanach.

### Działalność polityczna
W pierwszej połowie lat 70. pełnił funkcję przewodniczącego Ligi Studenckiej działającej przy Moderaterna. Od 1976 do 1978 pełnił funkcję specjalnego doradcy rządowego. W 1979 uzyskał mandat deputowanego do Riksdagu, w szwedzkim parlamencie zasiadał do 2001. W 1986 został wybrany na przewodniczącego Umiarkowanej Partii Koalicyjnej, zastępując na tym stanowisku Ulfa Adelsohna. Konserwatystami kierował przez trzynaście lat, ustępując w 1999 na rzecz Bo Lundgrena.
W 1991, kiedy to po wyborach parlamentarnych socjaldemokracja nie była w stanie utworzyć rządu, Carl Bildt stanął na czele koalicyjnego centroprawicowego gabinetu, w skład którego weszli przedstawiciele Umiarkowanej Partii Koalicyjnej, Partii Centrum, Ludowej Partii Liberałów i Chrześcijańskich Demokratów. Program jego rządu polegał na zliberalizowaniu i zreformowaniu szwedzkiej gospodarki, aby dostosować ją do wymogów Unii Europejskiej, do której w tym okresie Szwecja kandydowała. Carl Bildt przeprowadził proces negocjacyjny, zakończony podpisaniem na wyspie Korfu w dniu 23 czerwca 1994 traktatu akcesyjnego.
W tym samym roku koalicja przegrała kolejne wybory parlamentarne, w konsekwencji czego do władzy powrócił lewicowy premier Ingvar Carlsson. Carl Bildt już po złożeniu dymisji w 1994 został mediatorem w czasie konfliktu na Bałkanach. Do czerwca 1995 pełnił urząd Specjalnego Reprezentanta Unii Europejskiej do spraw Byłej Jugosławii. Był współprzewodniczącym Konferencji Pokojowej w Dayton w listopadzie 1995 oraz wysokim komisarzem do spraw Bośni i Hercegowiny od grudnia 1995 do czerwca 1997. W latach 1999–2001 zajmował stanowisko Specjalnego Ambasadora Sekretarza Generalnego ONZ na Bałkanach.
6 października 2006 po zwycięstwie centroprawicowej koalicji w wyborach krajowych Carl Bildt został powołany w skład rządu Fredrika Reinfeldta na urząd ministra spraw zagranicznych. Utrzymał to stanowisko także po wyborach w 2010. Zakończył urzędowanie w 2014.
Został przewodniczącym Global Commission on Internet Governance i doradcą w firmie prawniczej Covington.

## Odznaczenia
- Komandor Legii Honorowej (Francja)
- Krzyż Wielki Orderu Wielkiego Księcia Giedymina (2009, Litwa)[2]
- Krzyż Wielki Orderu Zasługi Rzeczypospolitej Polskiej (2011)[3]
- Krzyż Komandorski z Gwiazdą Orderu Zasługi Rzeczypospolitej Polskiej (2006)[4]
- Krzyż Wielki Orderu Wiernej Służby (Rumunia, 2008)[5]
- Order św. Michała i św. Jerzego (Wielka Brytania)
- Kawaler Krzyża Wielkiego Orderu Zasługi Republiki Włoskiej (2009, Włochy)[6]
- Order Księcia Jarosława Mądrego II klasy (2016, Ukraina)[7]
- Medal Rady Bałtyckiej (2010)[8]